# (39864) Poggiali
(39864) Poggiali est un astéroïde de la ceinture principale.

## Description
(39864) Poggiali est un astéroïde de la ceinture principale. Il fut découvert le 26 février 1998 à Campo Catino par Franco Mallia et Mario Di Sora. Il présente une orbite caractérisée par un demi-grand axe de 2,98 UA, une excentricité de 0,09 et une inclinaison de 11,2° par rapport à l'écliptique.

## Compléments